# René Guissart (réalisateur)
Pour les articles homonymes, voir René Guissart.
René Gaston Albert Guissart, né le 24 octobre 1888 dans le 17e arrondissement de Paris et mort le 19 mai 1960 à Monaco, est un réalisateur et directeur de la photographie français.

## Biographie
René Guissart fait une partie de sa carrière comme opérateur aux États-Unis. En 1919 il a travaillé comme chef photographe de plateau (chief still photographer) à la Tourneur Film Corporation (États-Unis). Quand il revient en France, il passe rapidement à la réalisation de ses films.

## Filmographie

### comme réalisateur
- 1931 : Un homme en habit
- 1931 : Rien que la vérité
- 1931 : La Chance
- 1932 : La Perle
- 1932 : Tu seras duchesse
- 1932 : Coiffeur pour dames
- 1932 : Passionnément
- 1932 : Mon cœur balance
- 1932 : Le Fils improvisé
- 1933 : Ah ! Quelle gare !
- 1933 : La Poule
- 1933 : Primerose
- 1933 : Le Père prématuré
- 1933 : Je te confie ma femme
- 1934 : Prince de minuit
- 1934 : L'École des contribuables
- 1935 : Une fille à papa
- 1935 : Dédé
- 1935 : Parlez-moi d'amour
- 1935 : Dora Nelson
- 1935 : Bourrachon
- 1935 : Les Sœurs Hortensias
- 1936 : Ménilmontant
- 1936 : Toi, c'est moi
- 1937 : À nous deux, madame la vie
- 1938 : Sweet Devil
- 1938 : Alexis gentleman chauffeur (supervision)
- 1939 : Visages de femmes

### Directeur de la photographie
- 1916 : Sins of Men
- 1916 : Ambition
- 1916 : The Unwelcome Mother
- 1916 : Love and Hate
- 1916 : The Battle of Life
- 1917 : The Butterfly Girl
- 1917 : Love Aflame
- 1917 : Sister Against Sister
- 1917 : Fighting Odds
- 1917 : Adventures of Carol
- 1917 : The Volunteer
- 1918 : The Gates of Gladness
- 1918 : Wanted: A Mother
- 1918 : Stolen Orders
- 1918 : The Cabaret
- 1918 : Sporting Life de Maurice Tourneur
- 1918 : L'Éternelle Tentatrice de Maurice Tourneur
- 1918 : Little Women
- 1919 : La Bruyère blanche de Maurice Tourneur
- 1919 : Le Secret du bonheur de Maurice Tourneur
- 1920 : My Lady's Garter de Maurice Tourneur
- 1920 : L'Étreinte du passé (Lifting Shadows)  de Léonce Perret
- 1920 : L'Île au trésor de Maurice Tourneur
- 1920 : The Yellow Typhoon
- 1920 : The County Fair de Maurice Tourneur
- 1920 : Le Séducteur (Harriet and the Piper) de Bertram Bracken
- 1920 : L'Empire du diamant
- 1921 : The Breaking Point
- 1921 : L'Enfant du passé (Sowing the Wind) de John M. Stahl
- 1921 : Mademoiselle Papillon (The Butterfly Girl) de John Gorman
- 1921 : Le Démon de la haine de Léonce Perret
- 1922 : The Lying Truth
- 1922 : While Satan Sleeps
- 1922 : The Bohemian Girl de Harley Knoles
- 1922 : Flames of Passion (en)
- 1923 : Dans la ville endormie de Maurice Tourneur
- 1923 : Paddy the Next Best Thing (en)
- 1923 : Chu-Chin-Chow
- 1924 : Southern Love
- 1924 : The Recoil
- 1925 : Madame Sans-Gêne  de Léonce Perret
- 1925 : Ben-Hur de Fred Niblo
- 1927 : Land of Hope and Glory
- 1928 : Tommy Atkins
- 1928 : The White Sheik
- 1928 : Le Mari déchaîné (A little bit of fluff) de Jess Robbins et Wheeler Dryden
- 1928 : Lune de miel
- 1928 : Paradis
- 1929 : Die Regimentstochter
- 1929 : The American Prisoner
- 1929 : Hate Ship
- 1930 : La Lettre de Louis Mercanton
- 1930 : Dans une île perdue d'Alberto Cavalcanti
- 1930 : Raise the Roof
- 1930 : The Compulsory Husband
- 1930 : The W Plan
- 1930 : Le Secret du docteur de Charles de Rochefort
- 1931 : Salga de la cocina
- 1931 : Jede Frau hat etwas
- 1931 : Tropennächte de Leo Mittler
- 1933 : On a volé un homme de Max Ophüls
- 1939 : Le Chemin de l'honneur de Jean-Paul Paulin